# Jürgen Janning
Jürgen Janning (* 11. Dezember 1939 in Düsseldorf) ist ein deutscher Sprecherzieher, Rezitator, Erzähler, Autor und Herausgeber von Märchenliteratur. 

## Leben und Wirken
Jürgen Janning studierte Germanistik, Philosophie und Sprechwissenschaft in Münster, absolvierte 1963 die Prüfung für Sprecherzieher (DGSS) und arbeitete danach freiberuflich, bevor er ab 1969 Lektor für Sprecherziehung an der Westfälischen Wilhelms-Universität Münster, Abteilung für Deutsche Sprache, Literatur und ihre Didaktik, wurde und bis zu seiner Pensionierung 2005 blieb. 
Als Sprecherzieher von Studierenden, die sich mehrheitlich auf das Lehramt vorbereiteten, widmete sich Janning schon früh der Rezeption und textgetreuen Rezitation von Volksmärchen, insbesondere der Brüder Grimm, aber auch aus anderen Kulturen. Darüber hinaus engagierte er sich für die Bewahrung und Verbreitung sowohl der Märchen selbst als auch der wissenschaftlichen Auseinandersetzung mit ihnen. Er war langjähriges Mitglied der Europäischen Märchengesellschaft und deren Präsident von 1983 bis 1989. Im Jahr 1985 war er Gründungsmitglied der Märchen-Stiftung Walter Kahn, von 2002 bis 2010 deren Vorsitzender und von 2011 bis 2021 Vorsitzender des Kuratoriums. Als Mitglied der Deutsch-Indischen Gesellschaft und zeitweiliges Vorstandsmitglied der Zweiggesellschaft Münster setzt sich Janning auch für den deutsch-indischen Kulturdialog ein, insbesondere für die kulturvergleichende Märchenforschung und die Übersetzung indischer Märchen ins Deutsche.
Janning hat als Autor und Herausgeber viele Bücher über Märchen sowie CDs mit Rezitationen veröffentlicht und ist bis vor wenigen Jahren regelmäßig als Rezitator und textgetreuer Märchenerzähler aufgetreten. Für seine Verdienste als Erzähler bekam er 2009 in Meiningen den Thüringer Märchen- und Sagenpreis Ludwig Bechstein verliehen. 2021 wurde er von der Märchen-Stiftung Walter Kahn als Kuratoriumsmitglied feierlich verabschiedet.

## Veröffentlichungen (Auswahl)
- Worte sind der Seele Bild, CD mit Lyrik zum Buch, hrsg. von Jürgen Janning, gesprochen von Jürgen Janning und Christiane Willms, Königshausen & Neumann ISBN 978-3826024429 (2003)
- CD Und meine Seele spannte weit ihre Flügel aus – Märchen und Lyrik gesprochen von Jürgen Janning und Christiane Willms (2005)
- Erzählen im Prozess des gesellschaftlichen und medialen Wandels: Märchen, Mythen, klassische und moderne Kinderliteratur und Kindermedien, Jürgen Janning, Claudia Pecher, Karin Richter, Schneider-Verlag ISBN 978-3834014207 (2015)
- Vom Menschenbild im Märchen, Hrsg. von Jürgen Janning, Heino Gehrts, Herbert Ossowski, Königsfurt-Urania, ISBN 978-3898759632 (2005)
- Die Welt im Märchen, Hrsg. von Jürgen Janning, Heino Gehrts, Königsfurt-Urania, ISBN 978-3898759526 (2005)
- Von der Wirklichkeit der Volksmärchen, Hrsg. von Jürgen Janning, Schneider-Verlag, ISBN 978-3-8340-0014-9 (2005)
- Liebe und Eros im Märchen, Jürgen Janning und Luc Gobyn, Königsfurt-Urania, ISBN 978-3898759533(2005)